# St. Clemens (Hannover)

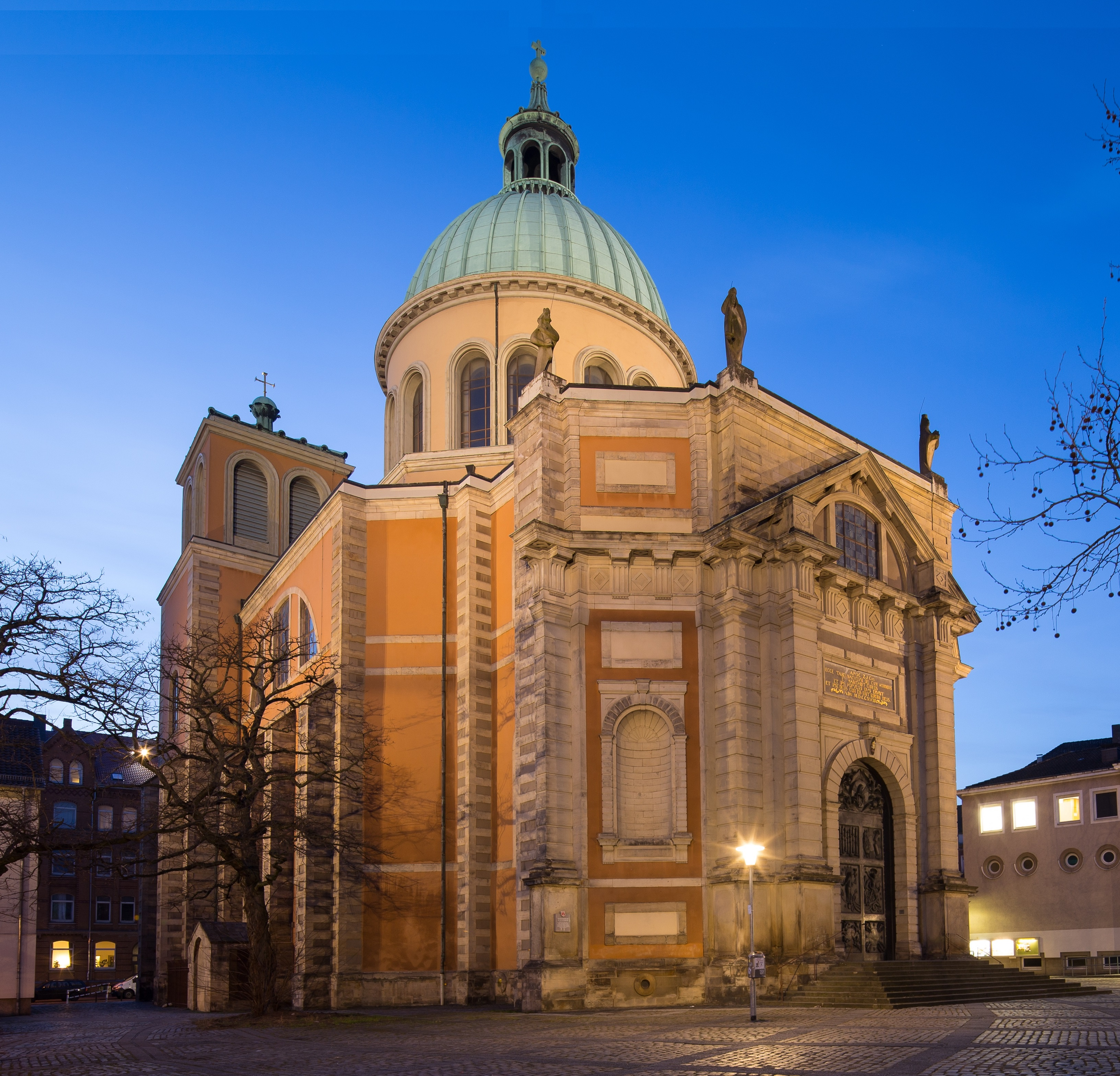
Die Kirche St. Clemens, auch genannt Basilika St. Clemens

Die Kirche St. Clemens ist die römisch-katholische Hauptkirche von Hannover und das Zentrum des Regionaldekanats. Seit dem 1. September 2010 gehört die Basilika minor zur Pfarrgemeinde St. Heinrich im Dekanat Hannover des Bistums Hildesheim.
St. Clemens war die erste katholische Kirche Hannovers nach der Reformation. Grundsteinlegung in der Calenberger Neustadt war am 6. Juli 1712, die Weihe am 4. November 1718. Während des Zweiten Weltkriegs wurde die Kirche in der Nacht vom 8. auf den 9. Oktober 1943 bei dem schwersten der Luftangriffe auf Hannover von Bomben zerstört und am 25. März 1945 erneut von Bomben getroffen. Nach Kriegsende wurde die Kirche wiederaufgebaut und nach den ursprünglichen Plänen ihres Architekten, des Italieners Tommaso Giusti, mit der von ihm geplanten Kuppel ausgestattet. Sie ist in Norddeutschland die einzige Kirche mit rein italienischem Charakter.

## Geschichte

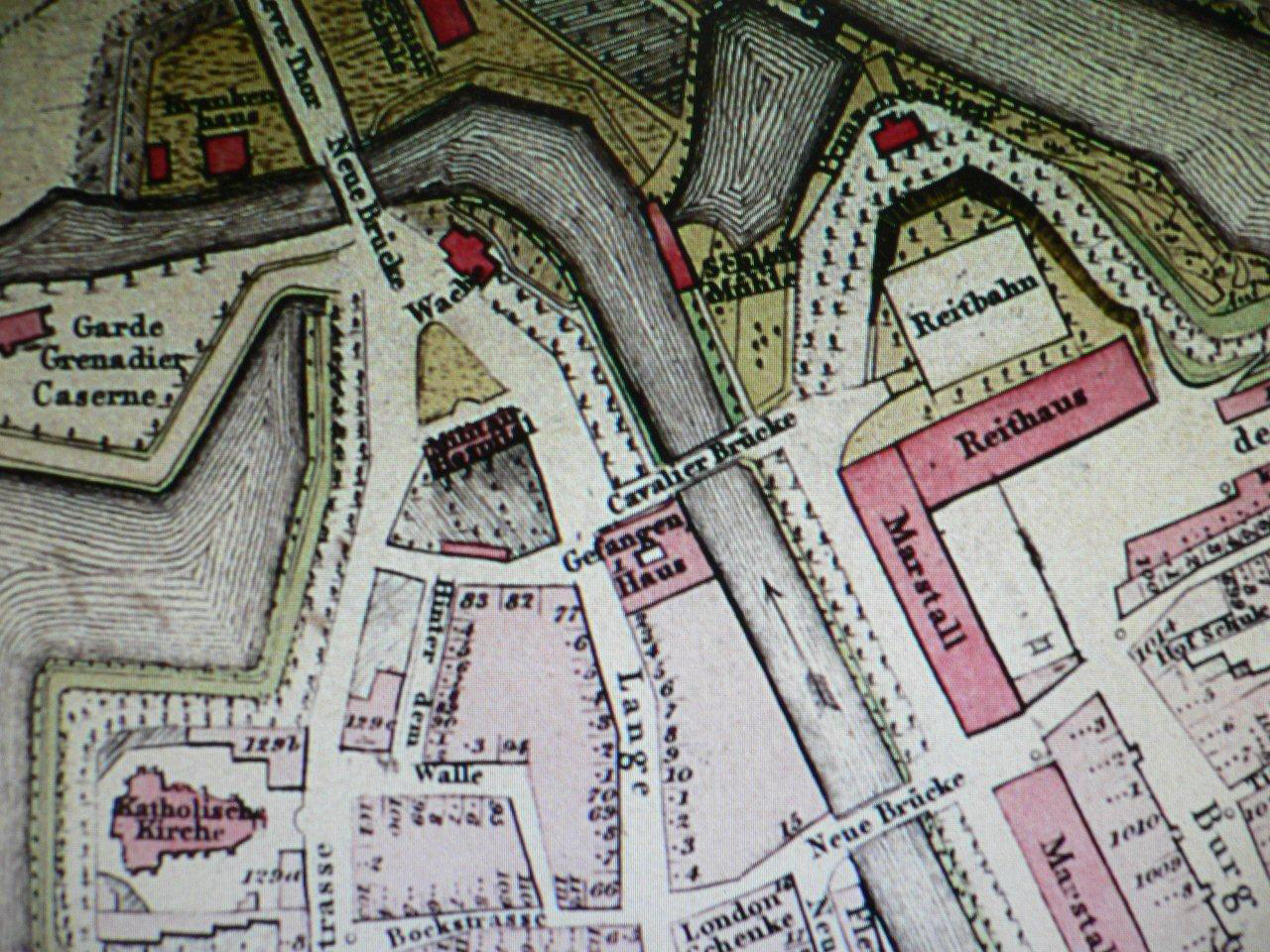
St. Clemens (links unten) als katholische Kirche in der Calenberger Neustadt (Stadtplan von 1822)

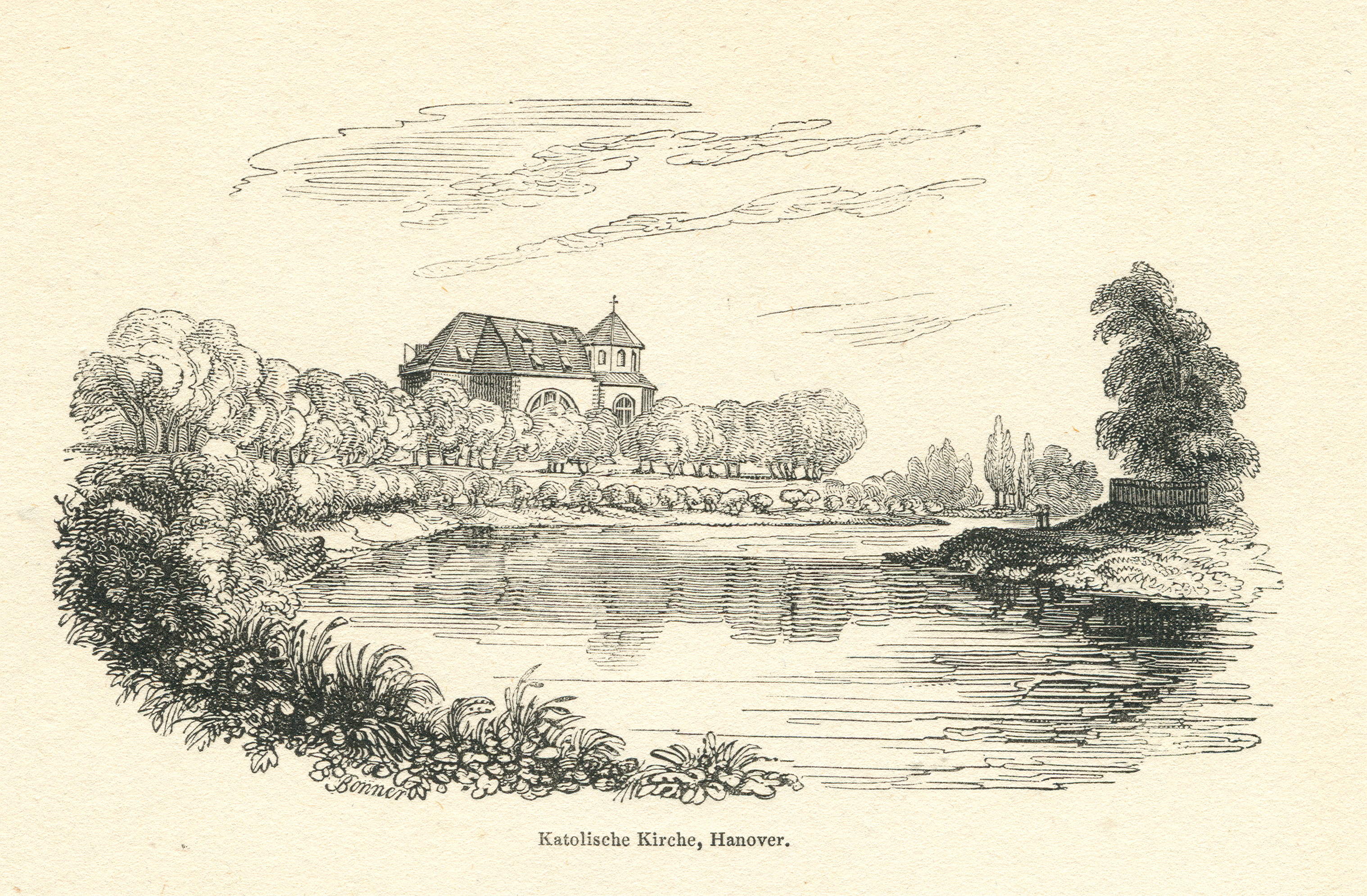
St. Clemens von Norden am Wallgraben der ehemaligen Stadtbefestigung Hannovers, noch ohne Kuppel und Glockentürme,
Holzstich von George Wilmot Bonner, circa 1830er Jahre

Um 1900: Blick von der Bäckerstraße über den Hof der Propsteikirche, links die Höhere Mädchenschule St. Ursula;
Ansichtskarte Nr. 210, Lichtdruck

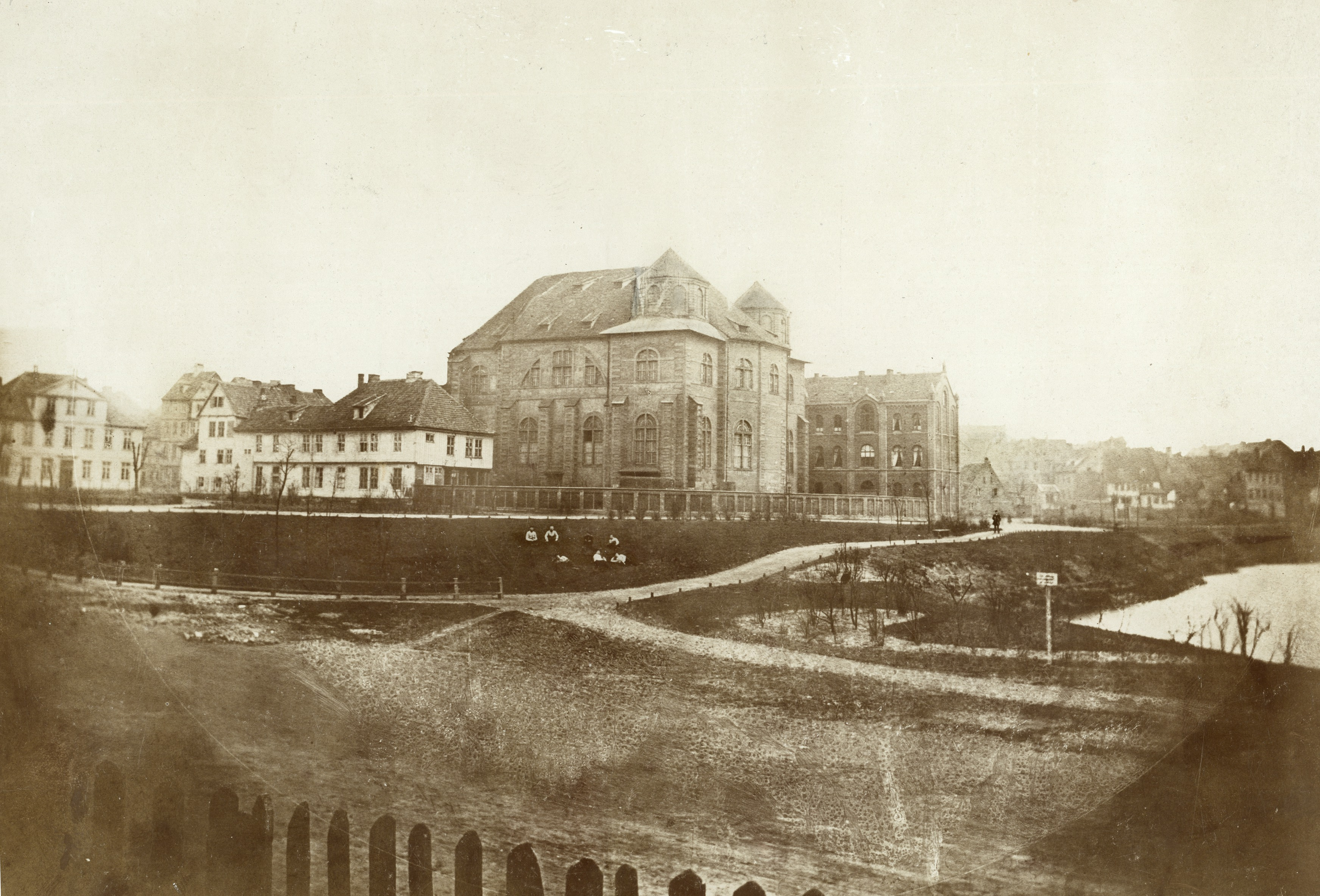
Die Clemenskirche um 1875;
Fotografie, unbekannter Urheber

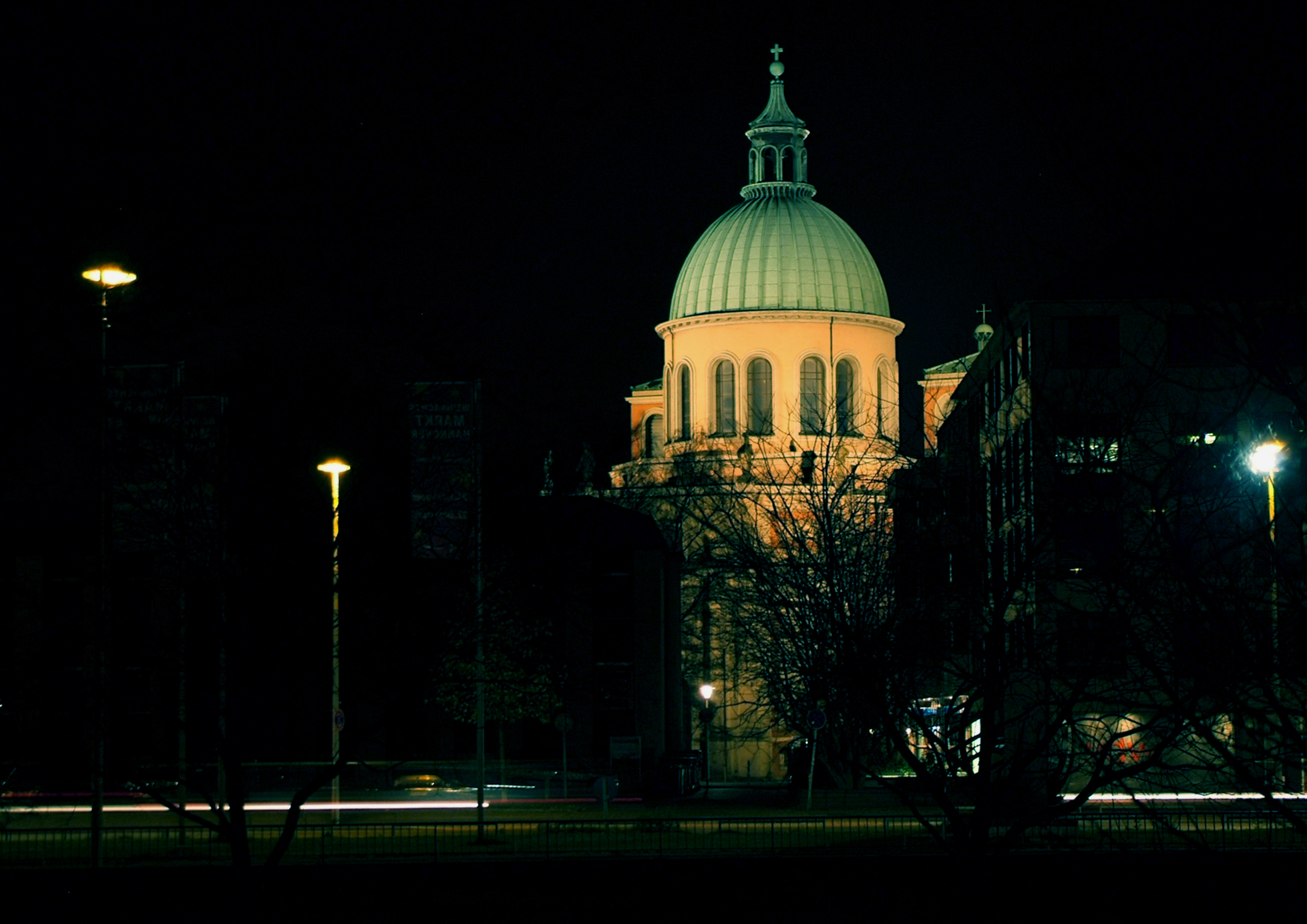
Die nachts weithin sichtbare Kuppel der Basilika

Während der Reformation war es auch in Hannover immer wieder zu Unruhen zwischen Altgläubigen und Lutheranern gekommen. Als sie 1533 eskalierten, flohen am 14. September des gleichen Jahres die Bürgermeister und fast alle Ratsherren in das benachbarte katholische Hildesheim. Das katholische Leben in Hannover erstarb, zumal der Rat der Stadt 1588 den Katholiken auch das Wohnrecht in der Altstadt entzog.
Als 1665 Herzog Johann Friedrich den Herzogsthron in Hannover bestieg, änderte sich die Situation; denn Johann Friedrich war vier Jahre zuvor bei einem Besuch in Assisi zum katholischen Glauben übergetreten. Bedienstete des Hofes, vor allem Franzosen und Italiener, bildeten die kleine katholische Gemeinde und feierten Weihnachten 1665 unter Leitung von Valerio Maccioni – sein Epitaph befindet sich in der Krypta der Basilika – den ersten katholischen Gottesdienst nach der Reformation. Am 28. Dezember 1679 starb Johann Friedrich, sein jüngerer Bruder Ernst August übernahm die Regierung. Zwar wandelte er das Recht der öffentlichen Religionsausübung für die Katholiken in ein privates Recht und ließ die Schlosskirche für den dort bis dahin gefeierten katholischen Gottesdienst schließen. Trotzdem versprach er freie Religionsausübung und erlaubte den Bau einer katholischen Kirche.
Unterdessen war – außerhalb der Stadtbefestigung Hannovers, „vor dem Aegidientore“ – auf einem Teil des dortigen „Patergartens“ ab 1669 der katholische St.-Johannis-Friedhof angelegt worden. Er soll erst vier Jahre später 1673 geweiht und nach seinem herzoglichen Stifter benannt worden sein.

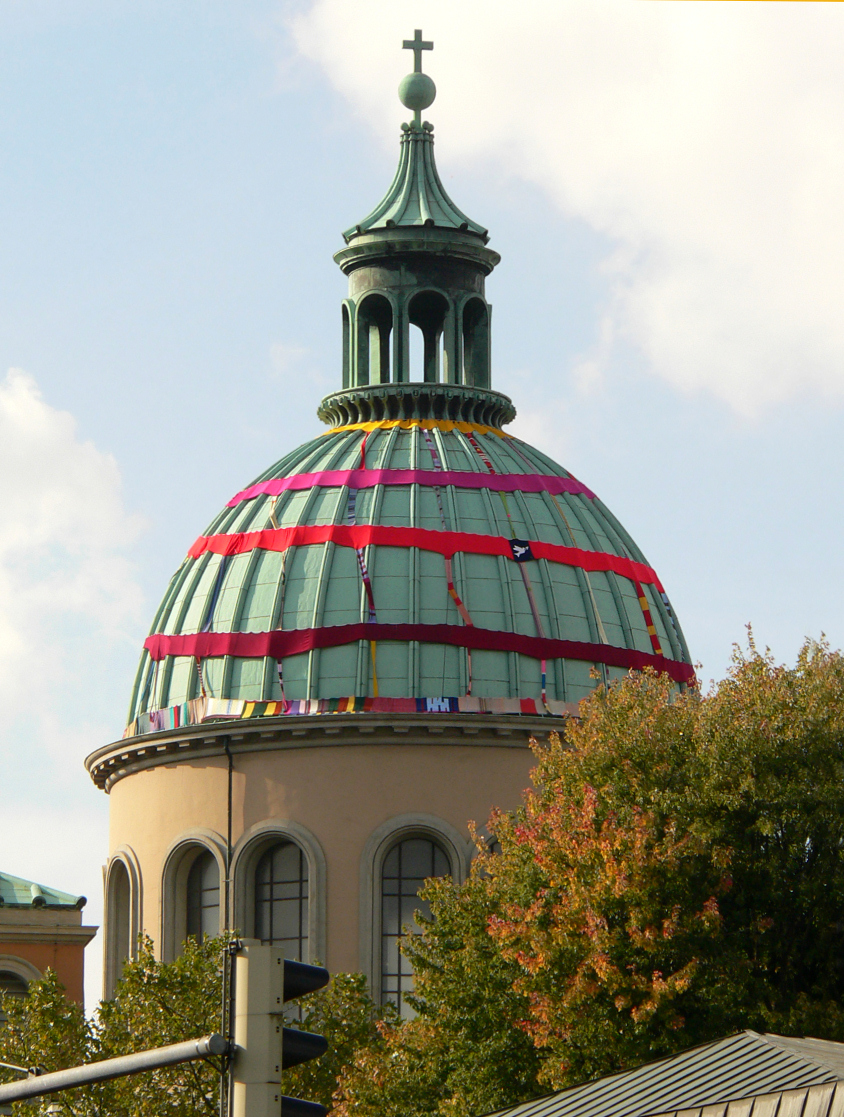
Strickinstallation aus Wolle auf der Kuppel, 2014

Den immer wieder hinausgezögerten Kirchenbau hingegen brachte dann der italienische Priester, Komponist und Diplomat Agostino Steffani voran. Steffani war 1688 als Hofkapellmeister in den Dienst von Ernst August getreten. 1707 empfing er in Bamberg die Bischofsweihe und im April 1709 wurde ihm das Vikariat von Ober- und Niedersachsen übertragen.
Steffani übertrug seinem Landsmann Tommaso Giusti Planung und Bauleitung der neuen Kirche. Giusti entwarf einen venezianischen Kuppelbau mit zwei flankierenden Türmen. Auf Kuppel und Türme musste schließlich mangels Finanzen verzichtet werden. Das von der Kirche erhaltene bauzeitliche Holzmodell mit seinen die Kuppel begleitenden schweren Voluten lässt sehr viel deutlicher als der heutige Bauzustand das Vorbild von Santa Maria della Salute von Baldassare Longhena erkennen, dessen Bau der Vater von Tommaso Giusti als Bauführer geleitet hatte. Namenspatron der ersten nachreformatorischen Kirche Hannovers wurde der Namenspatron des damals regierenden Papstes, der heilige Clemens Romanus. Hintergrund: Papst Clemens XI. hatte sich in besonderer Weise für den Bau der Kirche eingesetzt und für ihre Finanzierung Geld gesammelt. 1894 wurde die Kirche von Papst Leo XIII. zur Propsteikirche erhoben.
Nach den Zerstörungen durch die Luftangriffe auf Hannover im Zweiten Weltkrieg wurde die Kirche nach Plänen des Architekten Otto Fiederling von 1947 bis 1957 wieder aufgebaut, die Baukosten betrugen knapp 1,7 Millionen Mark. Erst jetzt wurden die ursprünglich geplante Kuppel und die gedrungenen Glockentürme in modernen Formen ergänzt. Vorbereitende Arbeiten begannen bereits 1946, und am 23. November 1949 konnte Richtfest gefeiert werden. Am 24. November 1957 wurde St. Clemens durch den damaligen Apostolischen Nuntius Aloysius Muench geweiht. Am 12. März 1998 erhob Papst Johannes Paul II. die Kirche mit dem Apostolischen Schreiben Inter sacras zur Basilica minor.
Von 1967 bis 1986 war der Hildesheimer Weihbischof Heinrich Pachowiak Bischofsvikar an der Propsteikirche St. Clemens in Hannover. Ihm folgte Domkapitular Joop Bergsma als Propst und Regionaldechant für die katholische Kirche in der Region Hannover, der 1996 sein Amt an Domkapitular Klaus Funke übergab. Funkes Nachfolger war 2008 Domkapitular Martin Tenge. Am 1. September 2019 folgte ihm Domkapitular Christian Wirz. Zugleich blieb er Offizial der Diözese Hildesheim. 2023 legte Wirz sein Amt als Propst und Regionaldechant in Hannover nieder und übernahm eine Pfarrei in Bad Salzdetfurth, zusätzlich zu seiner Position als Offizial. Ab 2023 übernahm Domkapitular Wolfgang Semmet, der zu dem Zeitpunkt Pfarrer der Innenstadt-Pfarreien St. Heinrich und St. Godehard war, zunächst kommissarisch die Leitung der katholischen Kirche in Hannover und die Seelsorge an St. Clemens. 2024 ernannte ihn Bischof Heiner Wilmer rechtmäßig zum Propst und Regionaldechanten und bestellte Matthias Balz zum Nachfolger als Pfarrer von St. Heinrich und St. Godehard.

## Kirchenraum

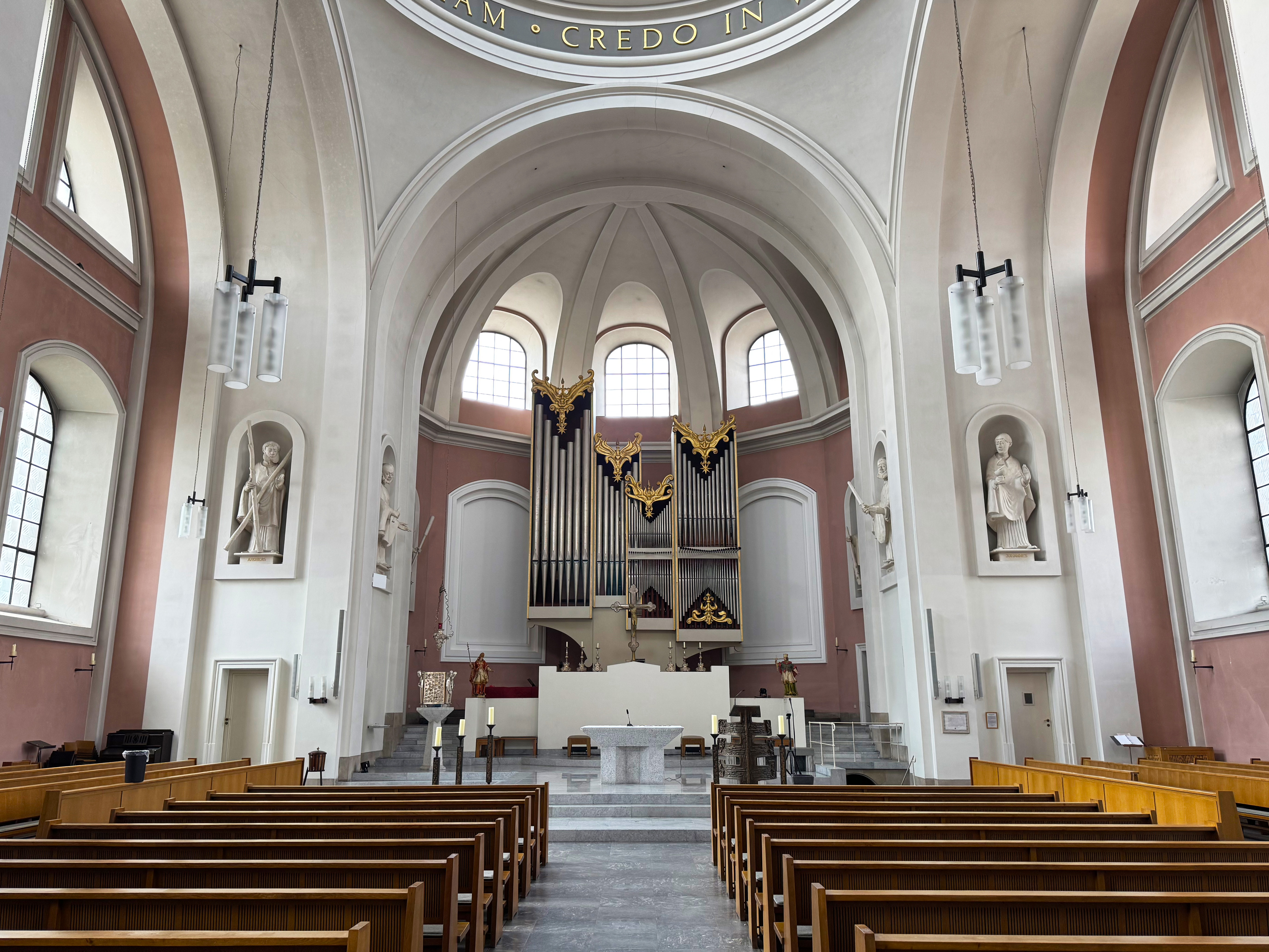
Innenraum 2025

Die Innenausstattung entspricht dem Schlichtheitsideal der 1950er Jahre. Bemerkenswert sind mehrere überlebensgroße Apostelfiguren aus dieser Zeit. Die Bronzeportale wurden von Heinrich Gerhard Bücker entworfen.
Unter der Oberkirche befindet sich die Krypta, die ursprünglich als Begräbnisstätte für verdiente Gemeindemitglieder diente. Unter anderem ist auch der Architekt der Kirche, Tommaso Giusti, dort bestattet. Heute werden in der Krypta Gottesdienste in kleinem Rahmen gefeiert.

## Orgeln

### Erste Orgel von 1718
Die erste Orgel von St. Clemens stammte von dem hannoverschen Orgelbauer Christian Vater und wurde am 17. September 1718 fertiggestellt. Die Orgel besaß folgende Disposition:
| I Hauptwerk |                        |       |
| 1.          | Principal              | 8′    |
| 2.          | Qunitatoen             | 16′   |
| 3.          | Rohrflöte              | 8′    |
| 4.          | Octave                 | 4′    |
| 5.          | Gemshorn               | 4′    |
| 6.          | Quinte                 | 2 ⁄3′ |
| 7.          | Octave                 | 2′    |
| 8.          | Sifflöte (eine Quinte) | 1 ⁄2′ |
| 9.          | Mixtur IV              | 1 ⁄3′ |
| 10.         | Vox humana             | 8′    |

| II Brustwerk |                |       |
| 11.          | Gedackt        | 8′    |
| 12.          | Flöte          | 4′    |
| 13.          | Spitzflöte     | 2′    |
| 14.          | Sesquialter II | 2 ⁄3′ |

| Pedal |           |     |
| 15.   | Principal | 8′  |
| 16.   | Subbass   | 16′ |
| 17.   | Octave    | 4′  |
| 18.   | Nachthorn | 2′  |
| 19.   | Posaune   | 16′ |
| 20.   | Trompete  | 8′  |

### Die heutigen Orgeln

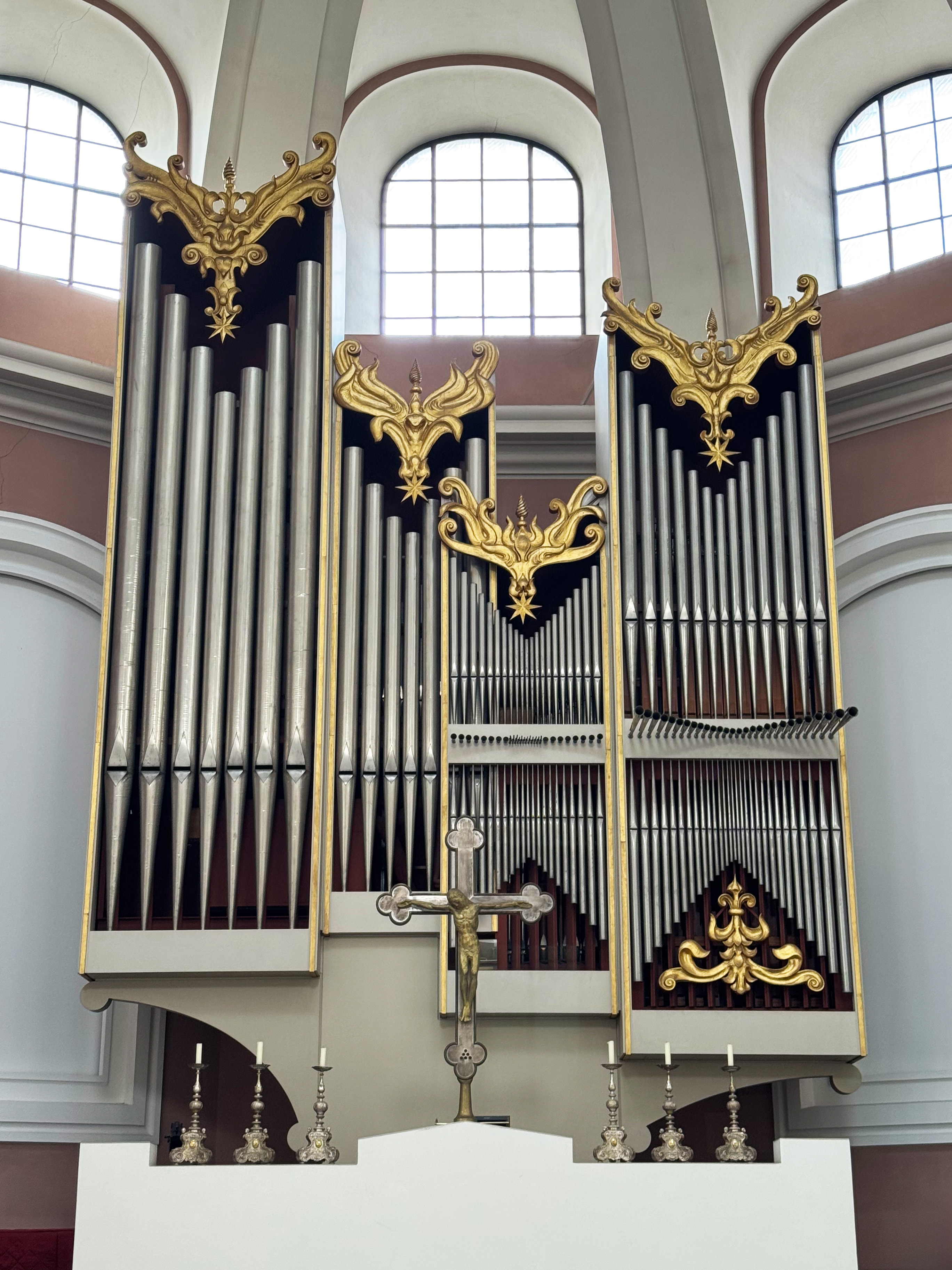
Klais-Orgel von 1973

Die Hauptorgel wurde 1973 von der Orgelbaufirma Johannes Klais aus Bonn erbaut. Sie verfügt über 32 Register auf zwei Manualen (Hauptwerk, Schwellwerk) und Pedal. Die Spieltrakturen sind mechanisch, die Registertrakturen elektrisch. Sie steht nicht, wie in katholischen Kirchen meist üblich, auf der Empore, sondern im Chor hinter dem Altar. 1984 wurden durch Heinrich Gerhard Bücker
barockisierende Schleierbrettern im Prospekt hinzugefügt, die mit ihren angedeuteten Zimbelsternen und Pinienzapfen an die ehemals barocke Ausstattung der Kirche erinnern sollen. 2004 fand eine Renovierung durch Orgelbau Johannes Klais (Bonn) statt.
Da der Standort der Orgel im Altarraum als nicht optimal angesehen wird, wird im Rahmen einer zukünftigen Neugestaltung der Basilika St. Clemens darüber nachgedacht, die Orgel aus dem Altarraum zu versetzen und ggf. umzubauen und zu erweitern oder sogar zu durch einen Neubau zu ersetzen.
Die Disposition lautet: 
| I Hauptwerk C–g3 |                     |       |
| 1.               | Pommer              | 16′   |
| 2.               | Principal           | 8′    |
| 3.               | Rohrflöte           | 8′    |
| 4.               | Octave              | 4′    |
| 5.               | Blockflöte          | 4′    |
| 6.               | Quinte              | 2 ⁄3′ |
| 7.               | Superoctave         | 2′    |
| 8.               | Cornett V (ab fis0) |       |
| 9.               | Mixtur V            |       |
| 10.              | Trompete            | 8′    |
| 11.              | Vox humana          | 8′    |
| 12.              | Clarion             | 4′    |
|                  | Tremulant           |       |

| II Schwellwerk C–g3 |                   |       |
| 13.                 | Holzgedackt       | 8′    |
| 14.                 | Gamba             | 8′    |
| 15.                 | Schwebung (ab c0) | 8′    |
| 16.                 | Principal         | 4′    |
| 17.                 | Spillpfeife       | 4′    |
| 18.                 | Waldflöte         | 2′    |
| 19.                 | Larigot           | 1 ⁄3′ |
| 20.                 | Sesquialter II    |       |
| 21.                 | Scharff IV        |       |
| 22.                 | Holzdulcian       | 16′   |
| 23.                 | Hautbois          | 8′    |
|                     | Tremulant         |       |

| Pedal C–f1 |              |         |
| 24.        | Principal    | 16′     |
| 25.        | Subbass      | 16′     |
| 26.        | Gedacktbass  | 10 2⁄3′ |
| 27.        | Octave       | 8′      |
| 28.        | Koppelflöte  | 8′      |
| 29.        | Octave       | 4′      |
| 30.        | Mixtur IV    |         |
| 31.        | Posaune      | 16′     |
| 32.        | Kopftrompete | 8′      |

- Koppeln: II/I, I/P, II/P (jeweils als Registerschalter und Fußtritt)
- Spielhilfen: zwei freie Kombinationen, eine freie Pedalkombination, Einzelabsteller für Zungenregister und Aliquoten, zwei feste Kombinationen als Fußtritt (Tutti und Organo Pleno), Setzeranlage (in Schublade)
- Tonhöhe: a1 = 440 Hz bei 16 °C

Neben der Hauptorgel dienen zwei weitere Instrumente der musikalischen Gestaltung der Gottesdienste: Ein Orgelpositiv aus dem Jahr 1975 der Manufaktur Emil Hammer Orgelbau mit vier Registern steht auf der Empore; eine Truhenorgel, ebenfalls mit vier Registern von Hammer 1990 gebaut, befindet sich in der Krypta.

## Glocken
In der ersten Hälfte des 20. Jahrhunderts lieferte die Glockengießerei Otto aus Hemelingen/Bremen in den Jahren 1907, 1923/4 und zwischen 1930 und 1932 fünf Bronzeglocken mit einem Gesamtgewicht von 11 Tonnen, darunter eine b0-Glocke von 4 Tonnen Gewicht. All diese Glocken fielen den kriegsbedingten Glockenbeschlagnahme zum Opfer und wurden eingeschmolzen.
Heute birgt der Nordturm ein vierstimmiges Glockengeläut. Die beiden größeren Glocken stammen aus den ehemaligen deutschen Ostgebieten. Es handelt sich um Leihglocken, die der deutschen Staat der Gemeinde zur Verfügung gestellt hat. Die anderen beiden goss die Glockengießerei Petit & Gebr. Edelbrock (Gescher).

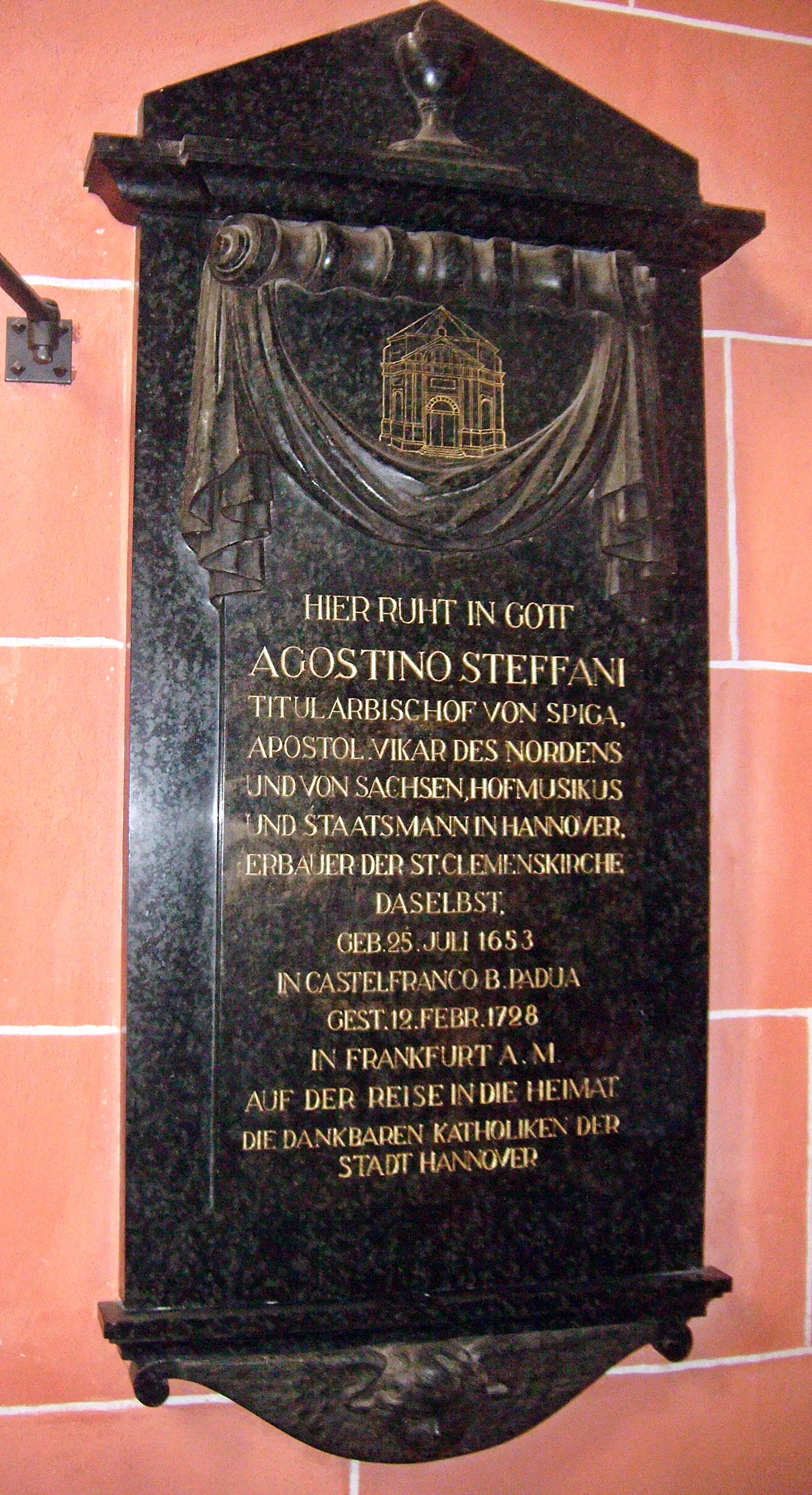
Epitaph für Agostino Steffani im Frankfurter Dom, mit Erwähnung und Abbildung der St.-Clemens-Basilika Hannover

| Glocke | Name                               | Gießer                                 | Gussjahr | Durchmesser | Gewicht ≈ | Schlagton |
| ------ | ---------------------------------- | -------------------------------------- | -------- | ----------- | --------- | --------- |
| 1      | Dreifaltigkeitsglocke              | Christian Friedrich Siefert/Hirschberg | 1801     | 1284 mm0    | 1450 kg0  | es'-2     |
| 2      | Johannes-, Maria- und Josefsglocke | Christian Friedrich Siefert/Hirschberg | 1801     | 1064 mm0    | 880 kg    | ges'-6    |
| 3      | Johannesglocke                     | Petit & Gebr. Edelbrock/Gescher        | 1961     | 972 mm      | 550 kg    | as'-7     |
| 4      | Clemensglocke                      | Petit & Gebr. Edelbrock/Gescher        | 1961     | 856 mm      | 370 kg    | b'-5      |

## Sonstiges
Im Kaiserdom St. Bartholomäus in Frankfurt am Main befinden sich Grab und Epitaph des Erbauers der St.-Clemens-Basilika, Bischof Agostino Steffani. Das Marmorepitaph stifteten die Katholiken Hannovers aus Dankbarkeit für die Erbauung von St. Clemens. Die Kirche in ihrer ursprünglichen Form (ohne Kuppel) ist darauf abgebildet.